# Нью-Шефферстаун (Пенсільванія)
Нью-Шефферстаун (англ. New Schaefferstown) — переписна місцевість (CDP) в США, в окрузі Беркс штату Пенсільванія. Населення — 213 особи (2020).

## Географія
Нью-Шефферстаун розташований за координатами 40°27′12″ пн. ш. 76°10′9″ зх. д. / 40.45333° пн. ш. 76.16917° зх. д. (40.453392, -76.169215).  За даними Бюро перепису населення США в 2010 році переписна місцевість мала площу 2,69 км², з яких 2,69 км² — суходіл та 0,00 км² — водойми.

## Демографія
Згідно з переписом 2010 року, у переписній місцевості мешкали 223 особи в 79 домогосподарствах у складі 63 родин. Густота населення становила 83 особи/км².  Було 83 помешкання (31/км²).
Расовий склад населення:
| - 97,8 % — білих - 1,8 % — чорних або афроамериканців |

До двох чи більше рас належало 0,4 %. Частка іспаномовних становила 3,1 % від усіх жителів.
За віковим діапазоном населення розподілялося таким чином: 27,8 % — особи молодші 18 років, 56,1 % — особи у віці 18—64 років, 16,1 % — особи у віці 65 років та старші. Медіана віку мешканця становила 42,4 року. На 100 осіб жіночої статі у переписній місцевості припадало 108,4 чоловіків;  на 100 жінок у віці від 18 років та старших — 111,8 чоловіків також старших 18 років.
Середній дохід на одне домашнє господарство  становив 74 052 долари США (медіана — 67 500), а середній дохід на одну сім'ю — 80 100 доларів (медіана — 71 667). Медіана доходів становила 52 917 доларів для чоловіків та 51 667 доларів для жінок. За межею бідності перебувало 20,1 % осіб, у тому числі 44,6 % дітей у віці до 18 років та 0,0 % осіб у віці 65 років та старших.
Цивільне працевлаштоване населення становило 148 осіб. Основні галузі зайнятості: освіта, охорона здоров'я та соціальна допомога — 21,6 %, науковці, спеціалісти, менеджери — 14,2 %, роздрібна торгівля — 12,2 %.